# Pityuské ostrovy

Poloha ostrovů

Islas Pitiusas nebo Pityuzy je souostroví Baleárských ostrovů, které se skládá z ostrovů Ibiza a Formentera a přilehlých menších ostrůvků v Středozemním moři.
Nacházejí se přibližně 100 kilometrů jihozápadně od ostrova Mallorca a kolem 80 kilometrů východně od Španělska (Cabo de la Nao, Alicante, Valencie).